# Videoredigering

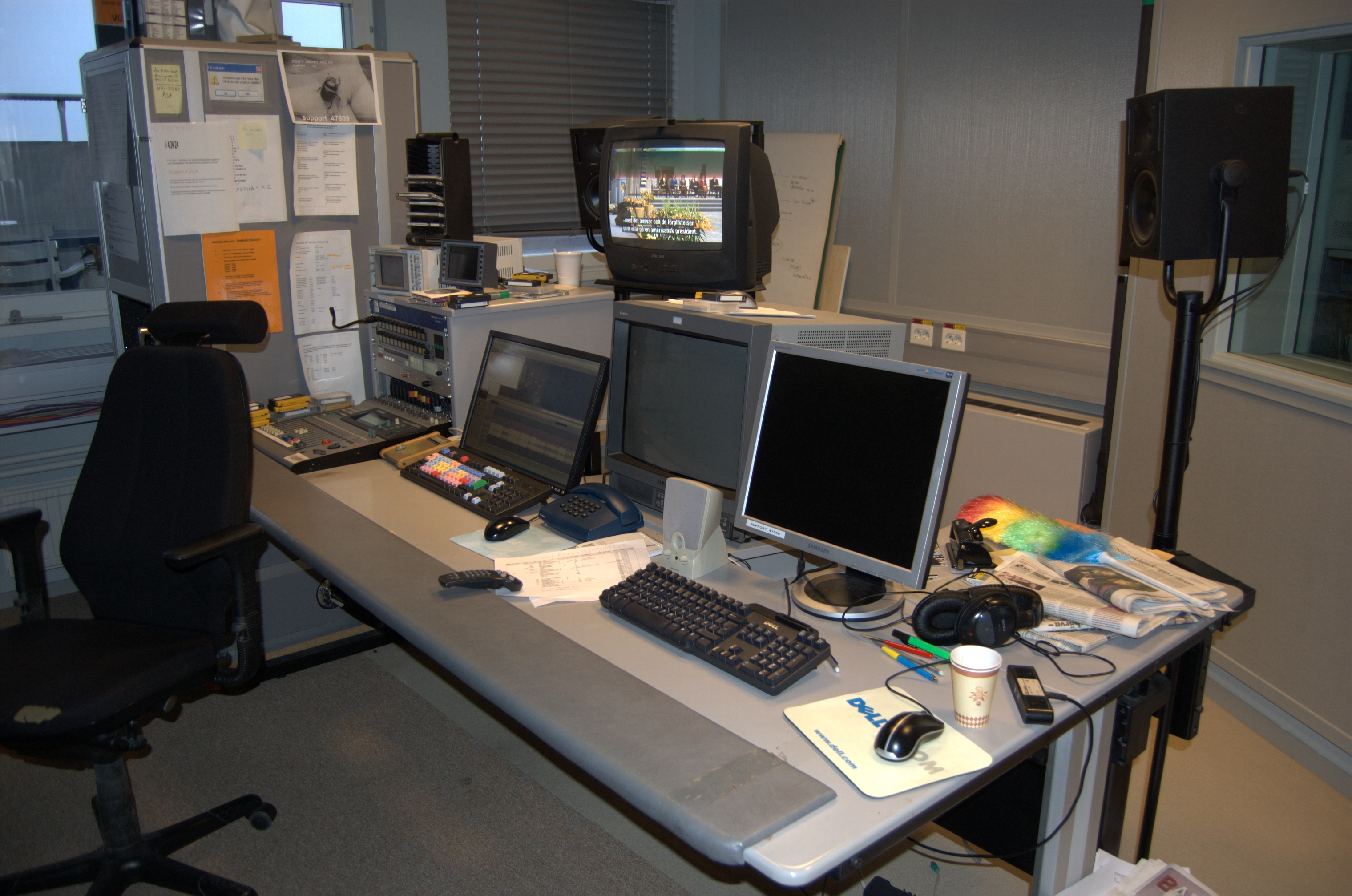
Videoredigeringsrum på Sveriges Television.

Videoredigering innebär att man bearbetar film som man filmat med hjälp av en videokamera, till exempel byter plats på olika klipp och scener eller lägger till berättarröst och/eller musik. Redigering används för att det inspelade materialet ska bilda en helhet. Förr gjordes detta med stora redigeringsbord och bandspelare och var mycket ovanligt bland hemmaanvändare. Dessutom kunde man inte göra så mycket mer än att ta bort dåliga scener och lägga till ljud, och redigeringsprocessen var väldigt tidskonsumerande. Man arbetade i ett linjärt arbetsflöde, vilket innebär att klippen man gjorde blev permanenta på bandet. Men i och med den digitala videons utveckling har videoredigering blivit enkelt, smidigt och kraftfullt för alla. Redigeringen sker istället på en dator i en så kallad icke-linjär arbetsprocess, där redigeringarna i filmen inte blir destruktiva eller permanenta. Dessutom har man större kontroll över råmaterialet med dagens teknik då man kan lägga till avancerade övergångar, animationer och effekter. För att kunna genomföra videoredigering av råmaterialet på en dator behövs ett redigeringsprogram som till exempel: Windows Movie Maker, Imovie, Sony Vegas, Final Cut Pro, Adobe Premiere eller AVID.